# Eugene Jantjies
Eugene Jantjies (nacido en Gobabis el 10 de agosto de 1986) es un jugador de rugby namibio, que juega de Medio scrum para la selección de rugby de Namibia y el equipo Dinamo București para la SuperLiga rumana.
Su debut con la selección de Namibia se produjo en un partido contra Kenia en Windhoek el 27 de mayo de 2006. 
Participó en la Copa Mundial de Rugby de 2007 y la de 2011, jugando tres partidos en esta última. Seleccionado de nuevo para la Copa del Mundo de Rugby de 2015, EA Jantjies anotó un ensayo en la derrota de su equipo 64-19 frente a Argentina.